# Akagi
Акаги — легенда маджонга (яп. 闘牌伝説アカギ Touhai Densetsu Akagi) — манга и аниме-сериал, рассказывающий о гениальном игроке в маджонг по имени Акаги Сигэру.
- Оригинальное название: Touhai Densetsu Akagi — Yami ni Maiorita Tensai | 闘牌伝説アカギ 闇に舞い降りた天才
- Название английской адаптации: Mahjong Legend Akagi: The Genius Who Descended Into the Darkness
- Буквальный перевод: Акаги — легенда маджонга: гений, спустившийся во тьму.

## Завязка сюжета
Действие происходит в 1958—1965 годах в Токио. Риичи-маджонг — одно из традиционных развлечений, популярная в Японии азартная игра, в частности, широко распространённая в среде местной мафии — якудзы, контролирующей игорные заведения. Нанго взял в долг у якудзы слишком много денег и не смог расплатиться. Тогда ему предложили отыграться в маджонг. В день, когда начинается история, Нанго играет в маджонг-гостиной на берегу моря, поставив на кон жизнь против всего своего долга. Но удача отворачивается от него — с каждой раздачей он проигрывает всё больше.
В полночь в гостиную является Акаги Сигэру — тринадцатилетний парень, насквозь промокший и замёрзший. Его хотят выгнать, но Нанго оставляет парня, солгав, что Акаги — его знакомый и зашёл по его просьбе. Акаги сидит позади Нанго и в момент, когда тот уже собрался сбросить очередной тайл, останавливает его, говоря: «Ты думаешь только о том, как выжить. Так ты проиграешь». Нанго осознаёт, что действительно чуть было не сделал явно проигрышный ход, имея на руках сильную комбинацию с хорошими шансами на выигрыш. Опомнившись, он переходит в атаку и выигрывает раунд. То, как Акаги мгновенно и безошибочно оценил ситуацию, производит впечатление, и Нанго, понимая, что не сможет отыграться сам, просит Акаги сыграть за него. Сначала речь идёт только об одном раунде, но парень показывает такой класс, что доигрывает партию, отыграв долг Нанго, после чего предлагает продолжить игру, подняв ставки, и к утру выигрывает ещё раз, вчистую обыграв троих мафиози, среди которых — один из лучших профессиональных игроков этого клана.
История этой ночи, когда тринадцатилетний школьник обыграл профессионалов из якудзы, становится легендой. Один из свидетелей необычайного поединка, полицейский офицер Ясуока, связанный с якудзой, берётся устроить для Акаги настоящий «матч на высшем уровне» — игру с лучшим из профессиональных игроков мафии. Легенда получает продолжение…

## Персонажи
Сигэру Акаги
Молодой парень (в первых сериях — 13-летний школьник, в следующих ему 19-20 лет), худощавый, со светлыми растрёпанными волосами. С виду — типичный уличный хулиган, постоянно ввязывающийся в стычки и опасные соревнования. Умело и очень жестоко дерётся, при этом не садист и всегда знает, когда вовремя остановиться. Прекрасный психолог, легко оценивает состояние окружающих, видит их сильные и слабые стороны, умеет использовать их в своих интересах. Любит риск, совершенно лишён страха смерти, в ситуации повышенной опасности чувствует себя как рыба в воде, никогда не впадает в панику и даже в смертельно опасных обстоятельствах мыслит чётко и принимает решения, основываясь на точном расчёте. Умён, наблюдателен, очень везуч. Может поставить всё на исключительно маловероятное совпадение и при этом выиграть. Вследствие всего вышесказанного ему сопутствует почти сверхъестественная удача в азартных играх. В первой серии он впервые в жизни сел играть в маджонг и сразу же выиграл у профессионалов. Акаги не чурается и жульничества, если понимает, что в имеющихся обстоятельствах сможет использовать его безнаказанно. Считает, что азартная игра может быть по-настоящему интересна только тогда, когда противники ставят на кон свою жизнь, и без колебаний сам соглашается играть на таких условиях, если ставка противника соответствует.
Нанго
Мужчина лет 30-40, имеющий связи с якудзой. Оказался тем, благодаря кому Акаги начал играть в маджонг. Первая легендарная игра была сыграна Акаги за Нанго, который пытался отыграть свой долг у якудзы. Понаблюдав за игрой Акаги, Нанго понял, что рискованные затеи — не для него, и решил никогда более не участвовать в делах, где успех зависит от удачи.
Ясуока
Полицейский офицер, связанный с якудзой. Стал свидетелем первого матча Акаги, устроил для него второй — с лучшим игроком одной из группировок. Впоследствии, когда Акаги исчез в неизвестном направлении, нанял Хираяму Юкио — сильного игрока с феноменальной памятью, — чтобы тот играл роль Акаги, «найденного» Ясуокой, и стал его менеджером. После гибели Хираямы в «смертельном матче» с Васидзу привлёк настоящего Акаги, чтобы обыграть Васидзу и лишить его, таким образом, состояния.
Юкио Хираяма (он же «фальшивый Акаги», он же «фальшивка»)
Одного возраста с Акаги, внешне довольно похожий на него, игрок в маджонг. Его разыскал Ясуока, чтобы представить в качестве найденного им «легендарного Акаги Сигэру» и выставлять в матчах лучших игроков кланов якудзы, выступая в качестве менеджера. У Юкио феноменальная память — он способен с одного взгляда запоминать тайлы. Прекрасно натренированный ум позволяет очень быстро и совершенно точно рассчитывать вероятность того или иного исхода партии, а также возможные потери или прибыли при любом из возможных исходов. Благодаря своим способностям Юкио может объективно выбирать наиболее выгодную стратегию игры и в среднем выигрывать больше, чем проигрывать. Он не надеется на удачу, верит только в точный расчёт и теорию вероятностей. В середине сериала Юкио гибнет — согласившись на предложение игры на собственную жизнь против огромной денежной ставки, он проигрывает.
Васидзу Ивао
Родился в 1890 году, в 1912 году окончил Императорский университет и начал служить в полиции, к 1940 году достиг должности главного комиссара полиции, в 1942 вышел в отставку. После завершения войны открыл консалтинговую фирму, неслыханно разбогател, в основном за счёт информации, которую добывал у ведущих политиков и бизнесменов, шантажируя их накопленным за годы работы в полиции компроматом. Приобрёл такое богатство и влияние, что фактически стал недосягаем для закона. Состарившись, начал регулярно заниматься убийствами молодых игроков в маджонг: приглашал их сыграть, ставя на кон свою кровь, и обыгрывал (противник Васидзу во время игры подключался к аппарату, который автоматически выкачивал из его тела кровь в соответствии с количеством проигранных игроком очков). В 1965 году был побеждён Акаги в «смертельном матче», в котором Акаги поставил условия, граничащие с прямым самоубийством, но потребовал, чтобы в ответ Васидзу поставил всё своё состояние. Васидзу — очень сильный игрок, кроме того, он изобрёл собственный вариант маджонга — игра ведётся, фактически, один на один (два других игрока лишь помогают каждый своему), набором, в котором большинство тайлов прозрачные. Именно в этот «Васидзу-маджонг» и играли на его «смертельных матчах».

## Список серий
| |                                             |            |  |
| 1 | The Genius that Flew Down into the Darkness | 04.10.2005 |  |
| Нанго играет с тремя игроками мафии в прибрежной маджонг-гостиной, поставив на кон свою жизнь. Игра не клеится. В полночь в гостиную приходит Акаги Сигэру. Он сначала подсказывает Нанго не делать проигрышный ход, а затем, по просьбе Нанго, садится играть вместо него. Игра развивается. В гостиной появляется полиция во главе с Ясуокой. Они ищут подростка, который участвовал в «смертельных гонках» на автомобилях. Нанго и мафиози прикрывают Акаги — никому не выгоден его арест. Ясуока отправляет подчинённых, а сам остаётся посмотреть игру. |                                             |            |  |
| 2 | The Nature of Waking Up                     | 11.10.2005 |  |
| Акаги демонстрирует удивительную для новичка игру: он легко читает дискарды противников, ухитряясь не давать никому на руку. Игра идёт в его пользу. В конце концов главный из мафиози, Рюузаки, понимает, что может проиграть, и вызывает Яги Кейдзи, лучшего игрока клана, чтобы тот мог поправить ситуацию. Яги Кейдзи, заменяя перед очередным ханчаном Рюузаки, предлагает Акаги собственное пари: 100000 йен за ханчан. Поскольку у парня нет денег, за каждый ханчан ему предлагают отдать палец. Акаги не отступает: он принимает пари, при условии, что Яги тоже поставит на кон свои пальцы по той же цене. Новая игра — уже совсем не та. В ней больше не игрового искусства, а давления на психику. Но и тут Акаги остаётся на высоте. |                                             |            |  |
| 3 | A Heresy Tactic                             | 18.10.2005 |  |
| Первая раздача заканчивается вничью, затем Акаги побеждает. Яги решает применить против него шулерский приём — подмену тайлов в стене. Благодаря трюку, ему удаётся выиграть, но Акаги, поняв, в чём дело, воспринимает произошедшее спокойно. В следующей раздаче он «возвращает долг»: с помощью небольшого трюка, не выходящего, впрочем, за пределы правил, заставляет противника сделать проигрышный ход и побеждает. Игра закончена, долг Нанго отыгран. Нанго не помышляет больше ни о чём, но Акаги предлагает продолжить игру, снова поставив 3 миллиона долга Нанго. Он знает: противник деморализован, но из соображений репутации не решится отказаться. Так и происходит. Следующая игра оказывается простой: Яги напуган везением Акаги, он быстро сдаёт позиции и проигрывает с огромной разницей в очках. Теперь мафиози должны Акаги 3 миллиона йен. Акаги хочет продолжать игру, но мафиози отказываются, ссылаясь на то, что уже наступило утро. Акаги возражает, но Ясуока убеждает его согласиться, взяв с противников расписки о списании долга Нанго, о долге в 3 миллиона за вторую игру, а также письменное обязательство участвовать в следующей игре с Акаги, которую на днях организует Ясуока. |                                             |            |  |
| 4 | The Villiany of a Genuine Thing             | 25.10.2005 |  |
| Готовится игра Акаги с лучшим игроком группировки Кавада. Акаги убеждает Ясуоку и Нанго поднять ставку в этой игре вдвое. В тот же день он встречается с бандитами из этой группировки: ему предлагают сделку, но он отказывается. Попутно удаётся пообщаться с Итикавой — будущим противником. Оказывается, Итикава слеп, но при этом обладает очень острым слухом, умён и хладнокровен. Получив в качестве платы за согласие на встречу револьвер, Акаги разбирается с преследующими его бывшими соперниками по «смертельным гонкам»: главарь ранен, остальные полностью деморализованы. Всё запланированное сделано, Акаги идёт на матч. |                                             |            |  |
| 5 | Betrayal of my Family                       | 01.11.2005 |  |
| Из-за разборок с бывшими соперниками Акаги опаздывает к началу матча. Откладывать невозможно, поэтому Ясуока убеждает Нанго сесть за игровой стол. Поскольку сражаются Итикава и игрок, выставленный Ясуокой, добавлено правило: игра продолжается до тех пор, пока Итикава или Нанго не израсходуют все свои очки. Первые две раздачи Нанго выигрывает, пользуясь простейшей стратегией. Но затем Итикава понимает принципы его игры и приспосабливается к ним. Начинается полоса проигрышей. Но Акаги успевает прийти до проигрыша Нанго и «развернуть» игру. Дальше игра идёт внешне ровно, но через какое-то время внимательные наблюдатели начинают понимать: хотя Акаги и Итикава выигрывают примерно одинаковое число раздач, по очкам Итикава постепенно выходит вперёд. Если дело так пойдёт и дальше — Акаги проиграет. |                                             |            |  |
| 6 | Rascal Nature                               | 08.11.2005 |  |
| 7 | An Innocent Demon                           | 15.11.2005 |  |
| 8 | Revival Omen                                | 22.11.2005 |  |
| 9 | Genius' Shingan                             | 29.11.2005 |  |
| 10 | Prediction of a Counterattack               | 06.12.2005 |  |
| 11 | Hopeless Preparation                        | 13.12.2005 |  |
| 12 | Magic of the Rare Machine                   | 20.12.2005 |  |
| 13 | Orbit of Wind and Lightning                 | 03.01.2006 |  |
| 14 | Rakshasa's New Chapter                      | 03.01.2006 |  |
| 15 | Ouma Time                                   | 10.01.2006 |  |
| 16 | Fighting Tile of Destrucion                 | 17.01.2006 |  |
| 17 | Proof of a Genius                           | 24.01.2006 |  |
| 18 | The Chains of the Tiles                     | 31.01.2006 |  |
| 19 | The Bewilderment of the Demon               | 07.02.2006 |  |
| 20 | Hope and Folly                              | 14.02.2006 |  |
| 21 | A Ray of Fantasy                            | 21.02.2006 |  |
| 22 | The Contrived Shackles                      | 28.02.2006 |  |
| 23 | The Power of Luck                           | 07.03.2006 |  |
| 24 | The Will of the Demons                      | 14.03.2006 |  |
| 25 | The Temptation of Murderous Intent          | 21.03.2006 |  |
| 26 | Madness and Darkness and...                 | 28.03.2006 |  |
| Васидзу проигрывает очередной раунд. Денег осталось не так много. Он видит, что удача отвернулась от него и сомневается, стоит ли продолжать игру. Акаги поддерживает его решимость, выливая свою кровь и становясь ещё ближе к смерти. Васидзу достаёт последнюю припрятанную часть своего состояния и игра продолжается. На этом сюжет заканчивается. В самом конце серии нам показывают далёкое будущее - по дороге идёт постаревший Акаги, что намекает нам на то, что он всё-таки победил. |                                             |            |  |